# La Nostra Terra
|  | Aquest article tracta sobre la revista mallorquina. Si cerqueu la revista nord-catalana, vegeu «Nostra Terra». |

La Nostra Terra fou una revista mensual publicada a Palma de gener de 1928 a juny de 1936, per iniciativa de Francesc Vidal Burdils i Antoni Salvà i Ripoll. Era redactada íntegrament en català.

## Direcció i administració
Fins a l'abril de 1928 va ser dirigida per Francesc Vidal Burdils. En traslladar-se aquest a viure a Barcelona el substituí Antoni Salvà Ripoll. En la gestió de la revista hi participaren de manera activa Jaume Busquets i Estanislau Pellicer. Tot i això, s'ha remarcat la forta influència ideològica de Joan Pons i Marquès, en estreta relació amb Miquel Ferrà. Les funcions d'administració, inicialment les va fer Jaume Busquets. Del gener al maig de 1930 apareix el nom del llibreter Joan Ferrer Serra, el qual va ser substituït pel psiquiatra Joan Ignasi Valentí fins a l'agost de 1935. Llavors se'n va fer càrrec l'advocat Antoni Ignasi Alomar. A partir de 1930, esdevengué l'òrgan de premsa de l'Associació per la Cultura de Mallorca.

## El contingut
Sense esser una publicació política, defensà sempre l'autonomisme balear, tot partint del supòsit que cada illa balear, amb la seva pròpia personalitat, integrava la nacionalitat catalana. Es convertí en l'exponent de l'ideari i de l'estètica noucentista i fou considerada portaveu de l'Escola Mallorquina. Incloïa articles d'investigació, crítiques d'art i de literatura, poesia i prosa de creació. S'hi publicaren estudis sobre Søren Kierkegaard, traduccions d'Ernst Robert Curtius i Le Corbusier, crítiques musicals d'Ígor Stravinski, de Paul Hindemith i de Béla Bartók. Hi publicaren Guillem Colom, Miquel Dolç, Miquel Ferrà, Salvador Galmés, Rafel Ginard, Bartomeu Rosselló-Pòrcel, Llorenç Villalonga i Marià Villangómez.